# 祖先崇拜

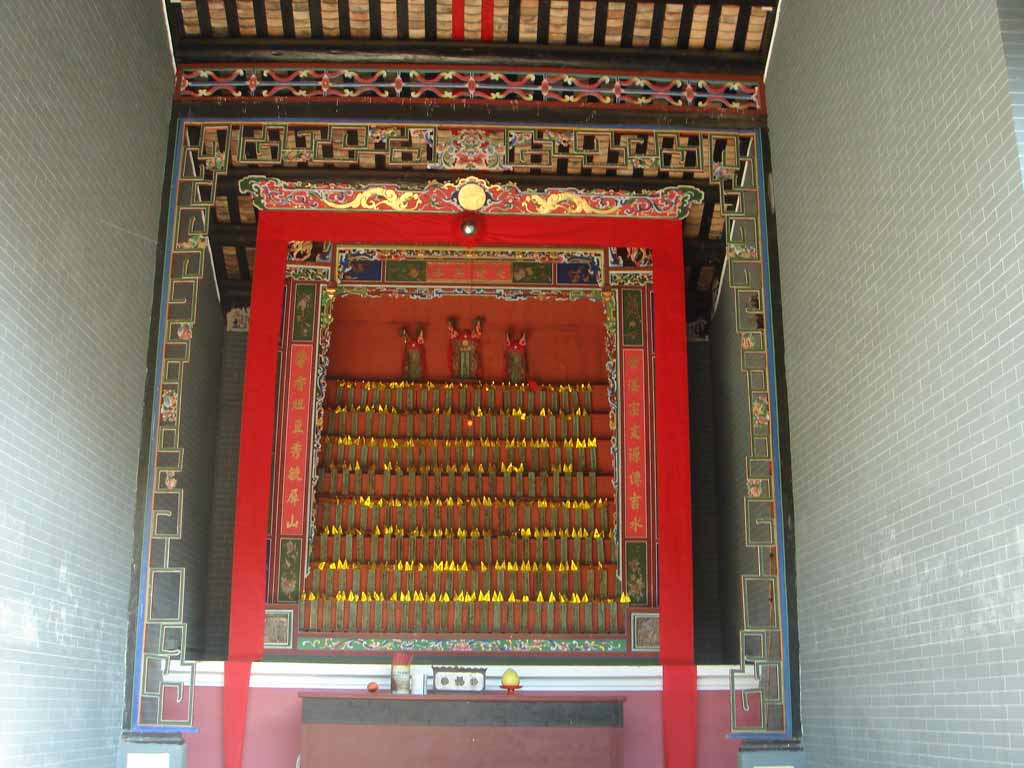
愈喬二公祠鄧氏祖先牌位

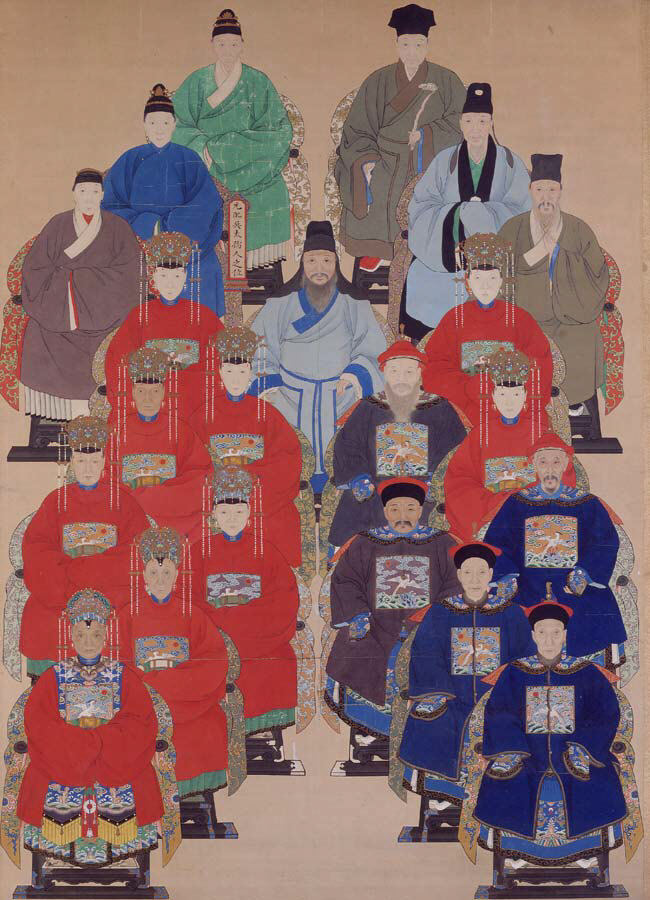
中國明清時期傳統家族的歷代祖先畫像

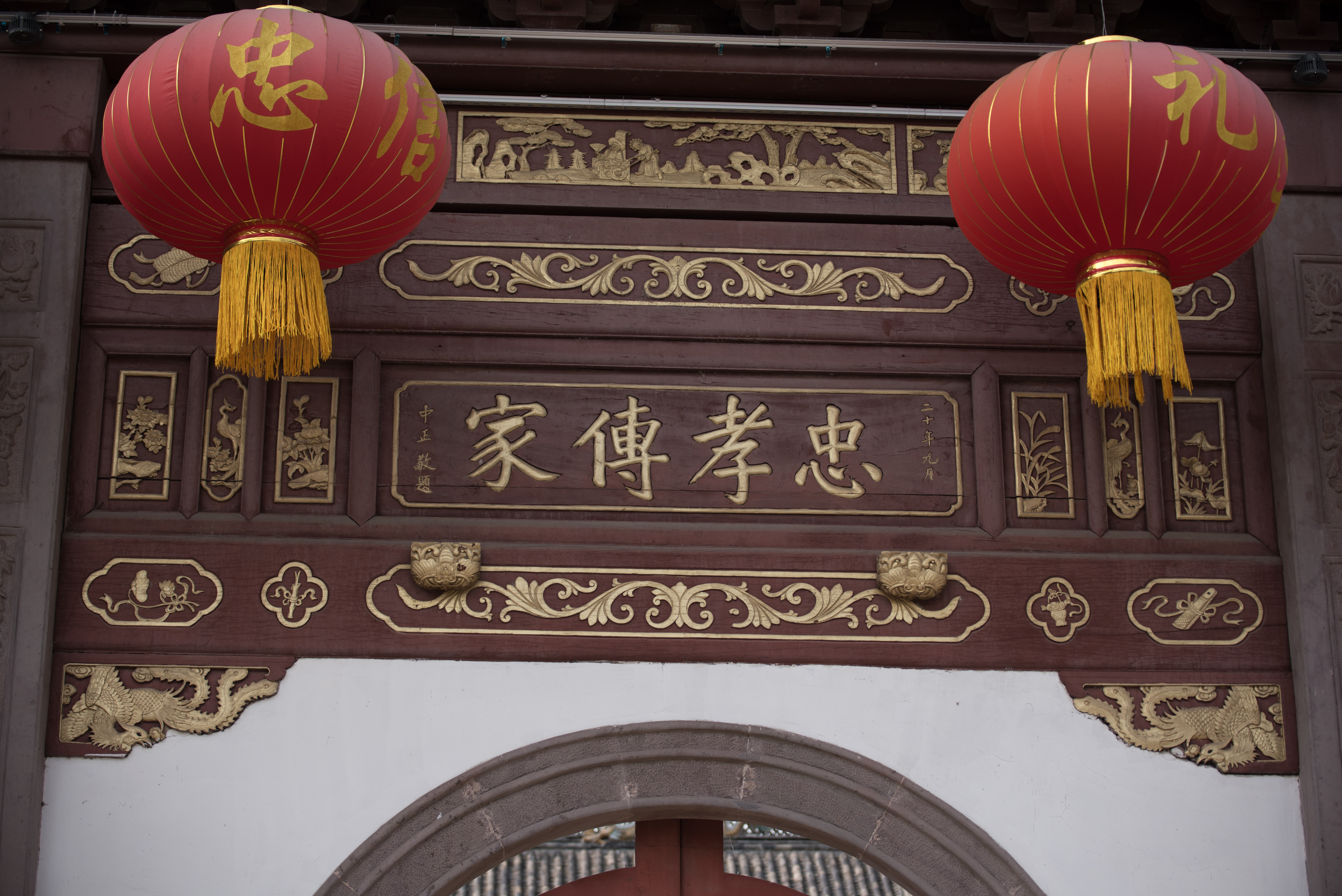
宁波市蔣氏宗祠門額上蔣中正所題「忠孝傳家」之匾，體現傳統士人飲水思源理念的核心精神。

祖先崇拜，或稱祖靈信仰、敬祖，是指一种懷念祖先、紀念祖先的信仰，逐漸產生類似宗教儀式的習俗。基于死去的祖先仍然深深存在後人心中，因此供奉祖先的象徵而能「事死如事生」；也有認為祖先靈魂受苦，則子孫也會產生負面影響，因此供奉祖先以安慰或做功德回向；也有認為祖先能對子孫降禍賜福，因此供奉祖先來祈求平安。祭拜祖先的行為稱為祭祀祖先、祭拜祖先（祭祖）、拜太公、供公婆。俚語俗話說「吃菓子拜樹頭、飲泉水思源頭」。
在大部分不同文化中，祖先崇拜和神灵崇拜不太一样，对神崇拜大多是希望祈求一些利益，但人们对祖先的信仰，并不仅仅是希望祈求一些好处，也是表达亲情或者對先人的尊敬。儒教文化将祖先当作神灵一样崇拜。受此影响，一般中国人除了敬祖外，还希望受到祖先神灵的庇佑，“祖先保佑”一样是最常见的祈福语。但很多基督新教派系不接受這些觀點，這些派系認為除了上帝，不可把祖先變為偶像，並認為此舉違反十誡的「不可敬拜偶像」。
旧时人们认为自己住宅中,如果是自己祖宗魂魄回家是允许的。祖先灵魂跟孤魂野鬼的本質相同，差異在祖先有陽世子孫祭祀、孤魂野鬼則無。

## 儒家文化圈

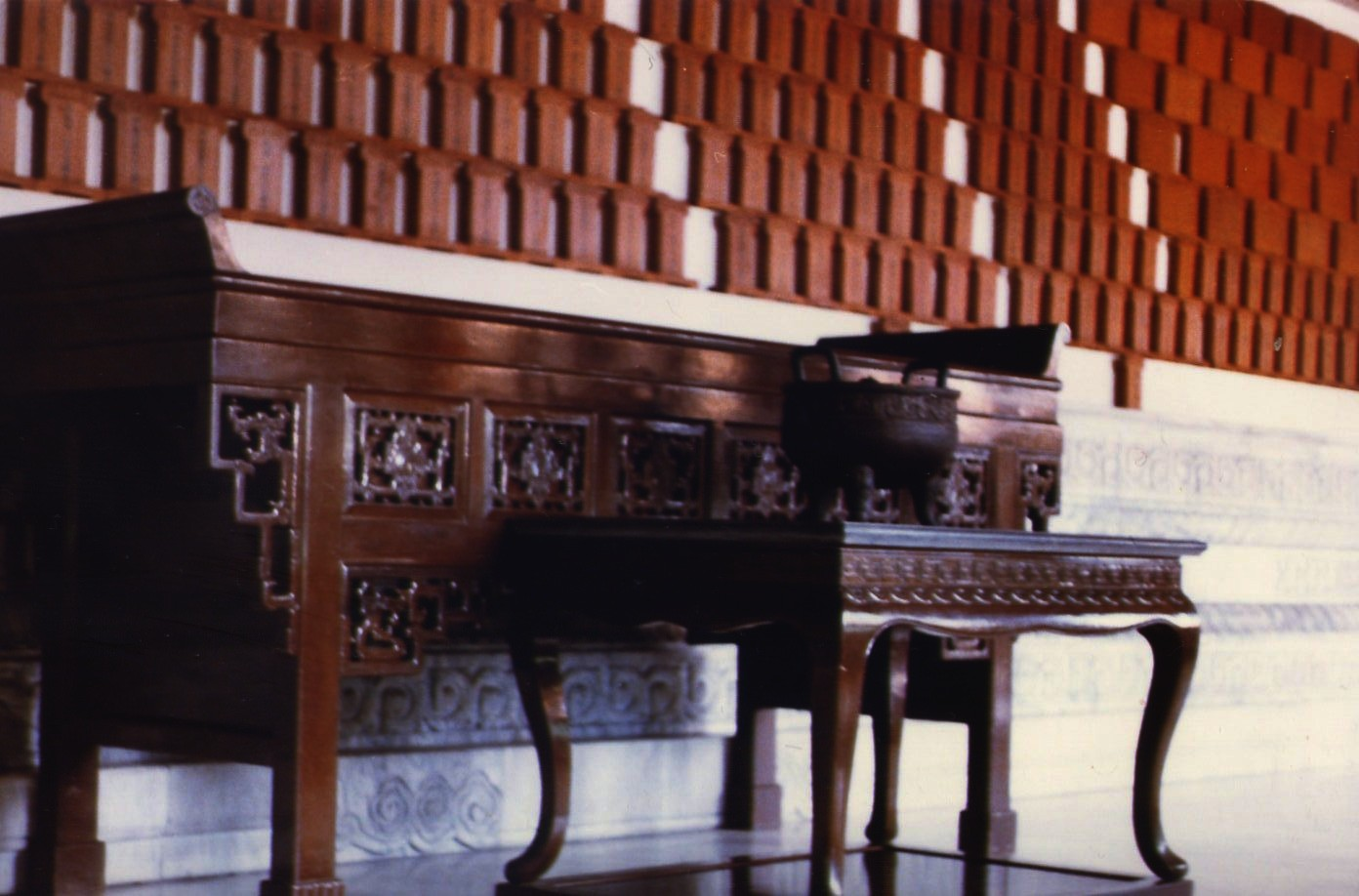
台北忠烈祠的牌位供奉

在儒家的观念中，祖先信仰主要講究慎終追遠，表達對祖先的感念之情，也是相信祖先的在天之靈會继续保佑自己的后代。“孝”是最重要的的美德之一，俗曰「聖人以孝治天下」，可由孝引發忠、信、仁、義等道德。即使对已经去世的先人，也要像他们依然活着时一样的尊敬，在节日、忌日要供奉、祭祀，对祖先的崇拜是一种类或準宗教信仰。以漢族客家人為例，祖先崇拜具有尊宗報本、文化教育、祈福、預兆等功能。潮汕地区稱祭祖為拜老公，每逢初一十五或重大节日，各家制作红桃粿等等贡品，祭祀祖先。中國的許多節日，都離不開祭祀祖先這一內容，元宵、上巳節、端午、中秋、寒衣節、冬至等節慶，亦是個別地域的祭祖佳辰。
祖先祭祀的方式通常有家祭、墓祭、祠祭。在儒家社會，祖先信仰具有特殊的意義，佔有重要的地位。在這一信仰影響下，「上無愧祖先，下不負子孫」成為人們生命中的重要信念，並形成了對家庭的重視和家文化的發達。

### 中國大陆
中國的祖先崇拜中，宗族会修建祭祀祖先的祠堂，其中供奉着历代祖先的牌位，并且每年要定期举行扫墓與祭拜等宗教儀式，一般四節及先人的忌日必會祭拜。其他如端午、中秋、冬至等中國傳統節日，一家團聚的時刻，也是祭拜祖先、緬懷先人功業的好時機。
有些地方有特別的節日，如寒衣節、拗九節，華北因為傳說孟姜女十月初一送棉襖給其夫婿，故添增了十月初一寒衣節。在閩都地區因為傳說目連尊者在正月廿九送甜粥給母親，故添增了正月廿九拗九節，並且祭祖。
在逝者下葬时，随同准备许多日用品或陰間所用的紙錢貨幣、紙紮祭品，一同焚化，如同送先人到另一个世界生活一样，甚至在不同季节，以不同服飾或紙製衣物烧予祖先。
现在，随着时代的进步和移风易俗的推动，很多地方兴起了低碳祭扫、文明祭祖，放鲜花、植树成为了时尚，而传统的烧纸钱，政府認為污染环境且有火灾风险，推動減量或者根本不燒，所以已经不再如以前一样盛行。

### 港澳
在香港，清明節和重陽節是法定假日，當天休假以利人民上山掃墓。傳統家庭有在家安放神枱供奉神明和祖先的習慣。

### 臺灣

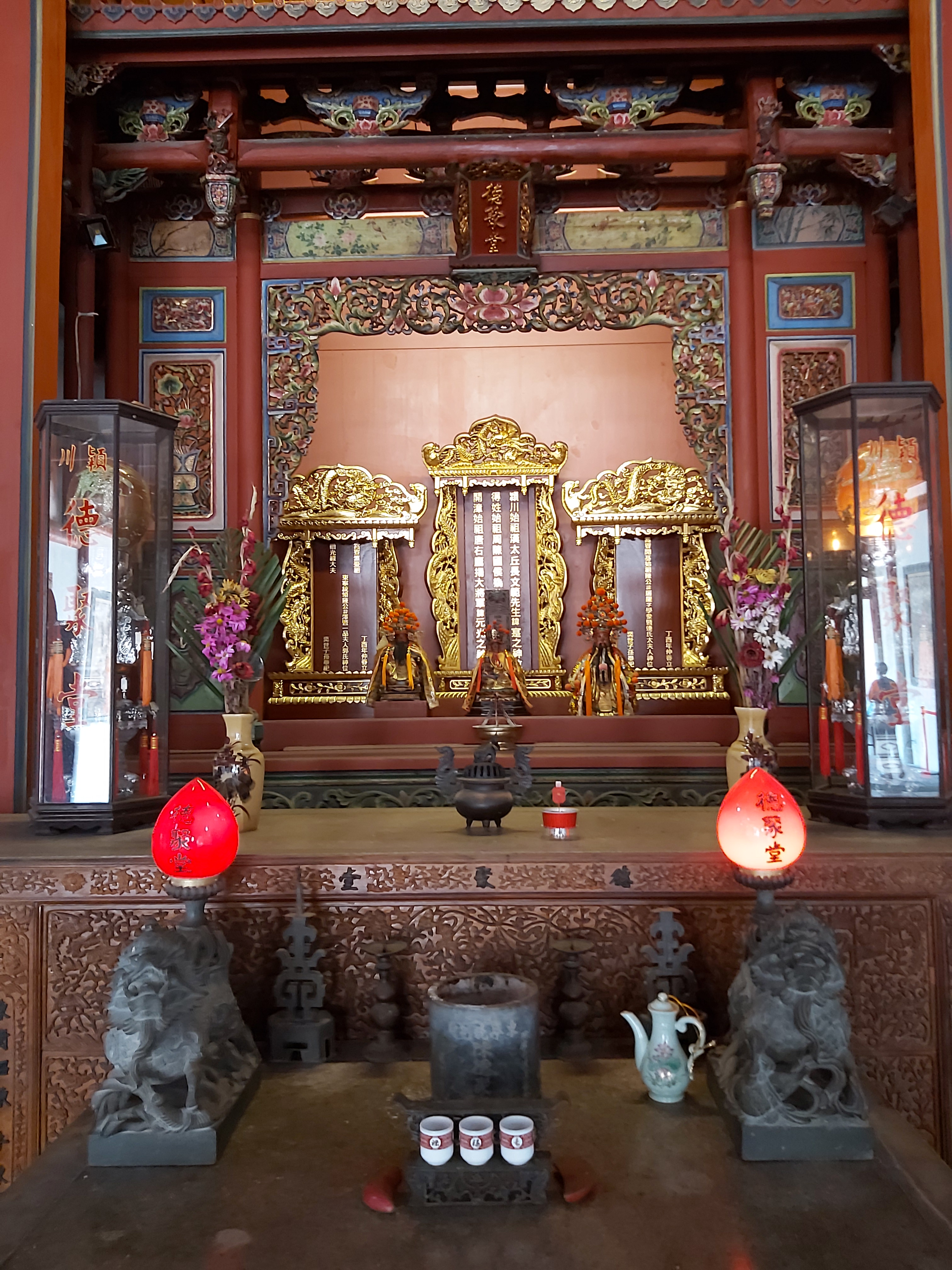
臺南市中西區陳德聚堂「統領府」祖廳供奉的祖先牌位

在臺灣，閩南族群習慣在每年清明節（陽曆4月5日左右）或小清明（農曆3月3日，即上巳節）或進行掃墓儀式、祭拜祖先，客家族群掃墓習俗不同於閩南人，在不同地區又有不同的掃墓文化，時間不固定。臺灣北部桃竹地區的客家人（尤其是新竹地區），多半選在天穿日之後；苗栗和臺中一帶的客家人通常在元宵節次日之後至清明前，也有些在新春大年初一或大年初二就開始掃墓；而南臺灣六堆一帶的客家人，則由福德伯公生到清明之間任選一天來掃墓。一般人的家中多半設有祖先牌位，在四節與端午、中秋、冬至等與先人忌日加以祭拜。
金門閩南人及客家族群，重視祖先崇拜更甚於神明，如金門人設置神龕，祖先牌位在大位（參拜者的右方，俗稱龍邊），神明金身在次位（參拜者的左方，俗稱虎邊）；客家族群傳統只將祖先供在神桌正中，而不供神明。此二族群與臺灣閩南人供神明在龍邊、祖先在虎邊不同，金門閩南人認為祭祖比拜神重要，客家裔則視祖先等同神明。

### 越南
在越南，一般越南人，在自己的家中都设立祖先的牌位。一般人并不一定过生日，但非常重视对先人的忌日祭祀，焚香祭祀，供奉先人的照片。

### 日本

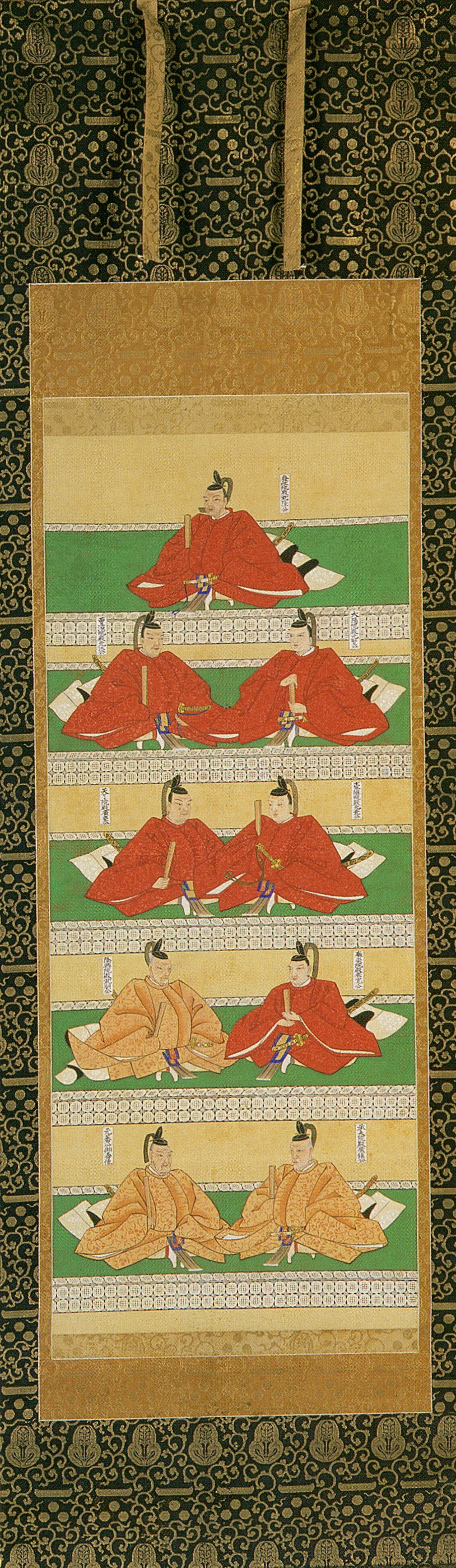
日本大名家族的歷代祖先（當主）畫像

在日本，一般家庭在佛龕的中央安置祖先牌位，有些另會附有過去帳或法名軸記載歷代祖先的生卒年月暨法名法號，以利對冥界的祖先神靈進行祀拜。

#### 琉球（沖繩縣）
在沖繩縣，家庭中設有供奉祖先的神龕，各門中（宗族的分支）設有祠堂，也會在春分、清明節、重陽節等節日掃墓祭祖，焚燒紙錢供奉祖先。

### 朝鮮半島
同样在儒家文化影響下朝鮮半島的北韓與南韓，也要对先人进行“祭礼”（제례）和“祭祀”（제사）。而祭祖所祭拜食物花費的時間，與生人之間吃飯的時間可是說無異，乃是奉行《論語》說到的——祭如在，祭神如神在。最重要的是“周年祭”〔〕。

## 其它地区

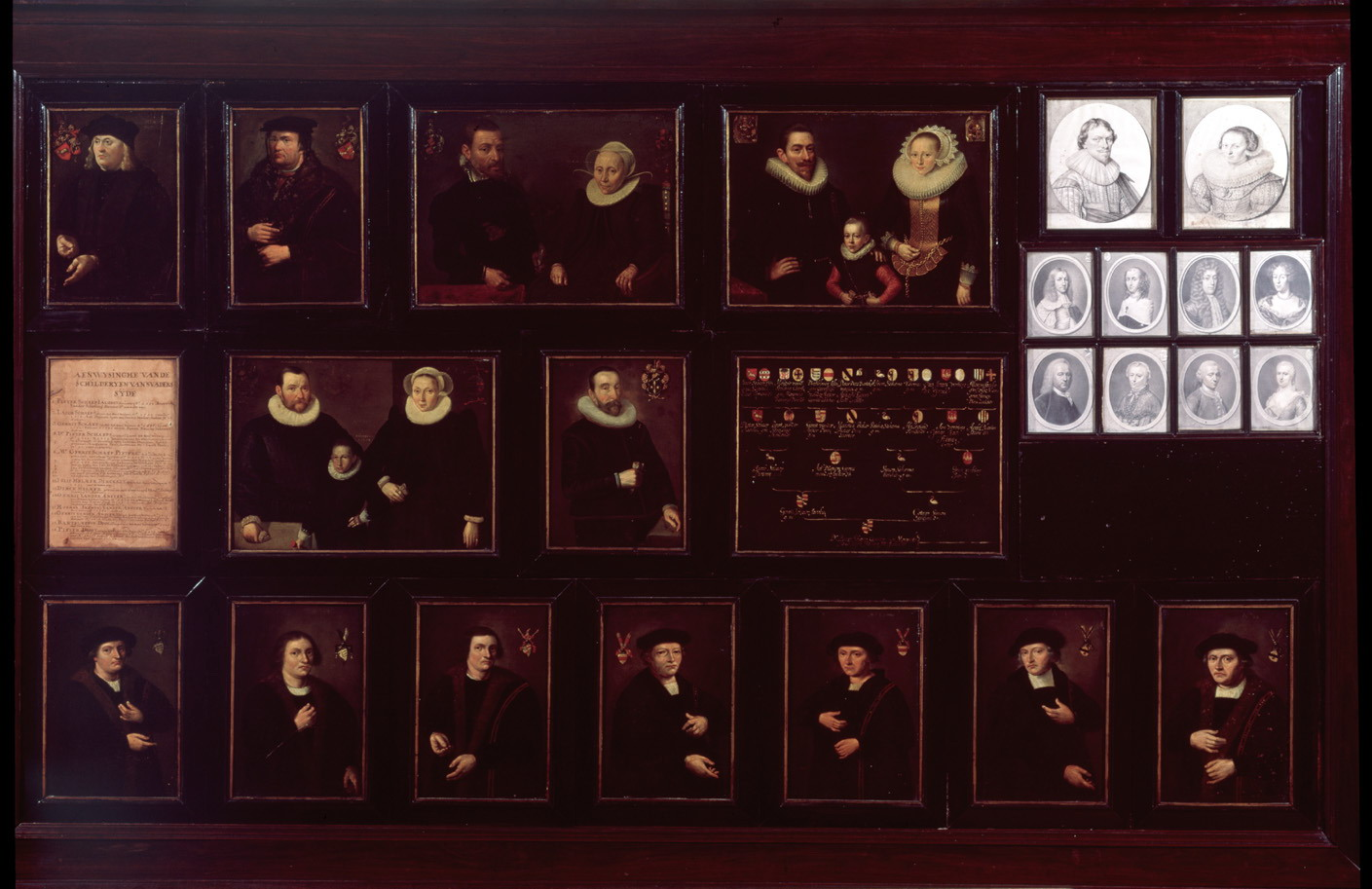
歐洲的祖先肖像和家譜

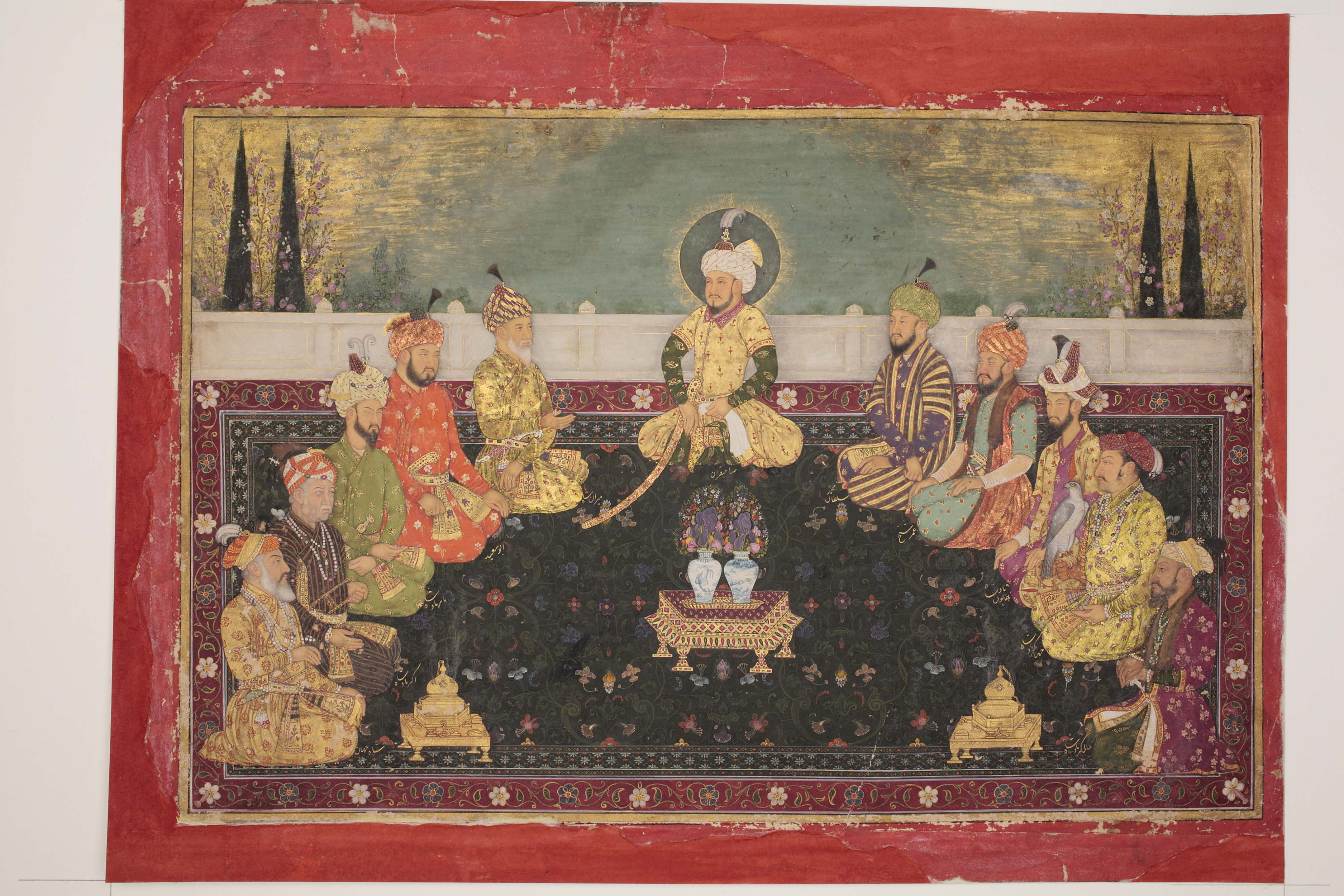
蒙兀兒帝國皇室歷代祖先肖像

在其它類型的一些文化中，也存在祖先神靈信仰或对祖先的感念活动，但和漢字文化圈的祖先信仰有很大的不同。

### 印度
在印度农村，在今日时，人们会回忆逝去的人，在进食前会向先人祈祷。印度教中有一个仪式叫“塔帕纳”，当一个家庭中有人去世，每年在十月份，家中的男人们会向恒河中放入写着梵文的赞美诗祝先人早入轮回。

### 臺灣
在台灣，臺灣原住民族各族多有紀念祖靈的祭儀或習俗。

### 欧洲
欧洲的天主教国家每年11月1日的諸圣节、11月2日的萬靈節及整個11月的煉靈月，是为去世的聖人及亲属点蜡烛及祈禱的节日，来自非常古老的传统，教堂在11月2日正式为去世的人做弥撒。

#### 爱尔兰
根据爱尔兰的传说，在“萨万节”（凯尔特人新年，一般为8月1日）时，逝者会回到自己家中，当天不关灯，不关门，家中要备有食品，即使食品掉在地下也不能收拾。

### 美洲

#### 加拿大和美国
加拿大和美国的习惯是在复活节、圣诞节或万圣节向逝者墓地献花和点蜡烛以示缅怀，有时也向逝者去世的地点献花和点蜡烛，在公路旁有时会见到这样的地点，都是纪念因车祸去世的人。

#### 墨西哥
墨西哥的亡靈節，是家人和朋友團聚在一起，為亡者祈福的重要節日。傳統的紀念方式為搭建私人祭壇，同時擺放有逝者的照片或肖像、蜡烛、骷髏糖、萬壽菊和逝者生前喜愛的食物，並攜帶這些物品前往墓地祭奠逝者以示缅怀。

### 非洲
祖灵信仰在非洲也并不罕见。但非洲人更加“敬畏”祖先，害怕祖先的灵魂会打扰自己的家庭，希望他们远去成仙。